# 良陈铁路

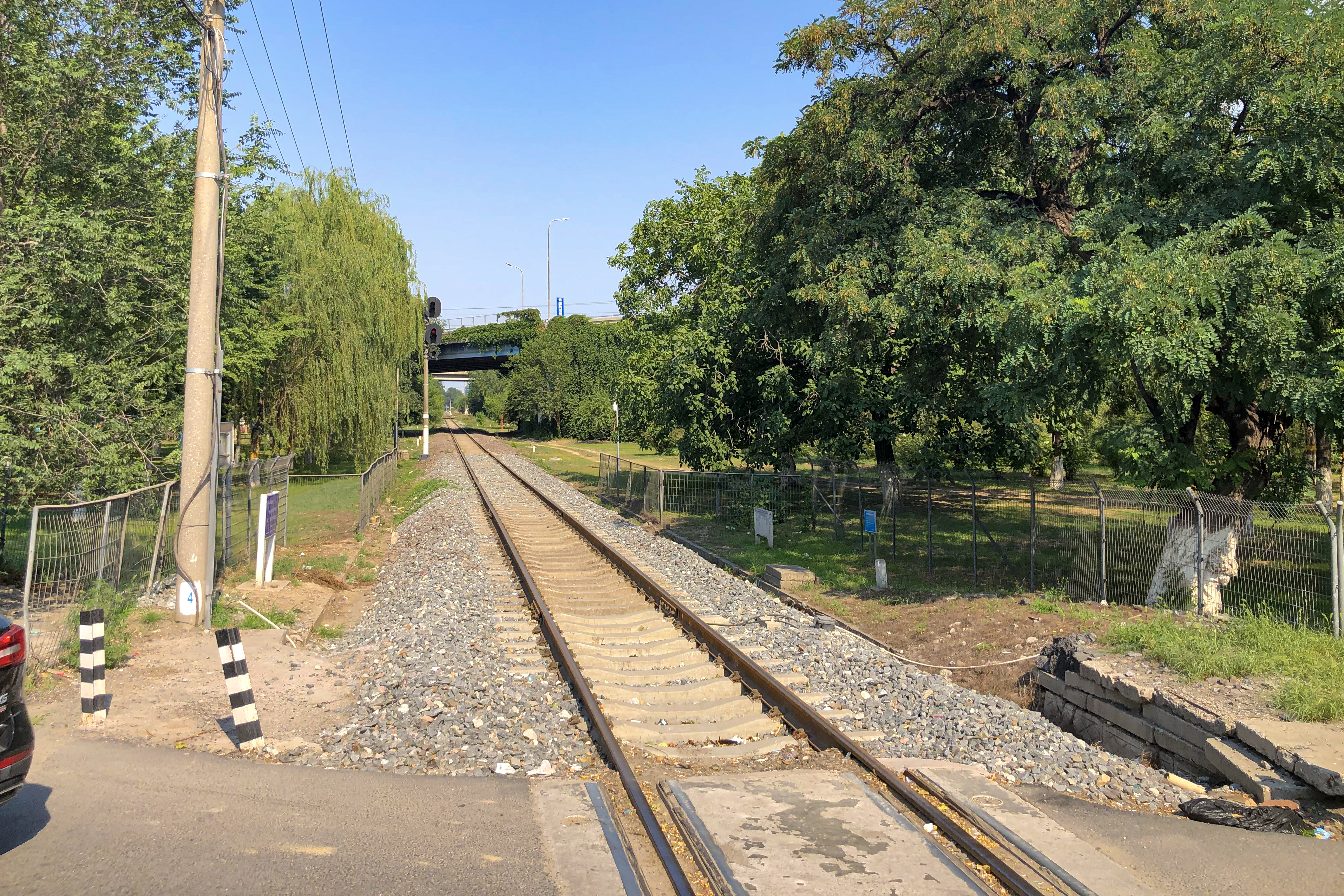
良陈线阎村道口以东段

良陈铁路，是位于中华人民共和国首都北京市境内的一条铁路支线。自京广铁路良乡站4#道岔岔尖引出，向西至白草洼站18#道岔岔尖止，线路全长34.744公里。不含陈家坟矿专用线639米。原名“良白支线”。

## 线路
限制坡度17.8‰，最小曲线半径247米。到发线有效长460米。43kg钢轨。隧道6座2891米。蒸汽机车重车牵引1500吨。

## 运输
良陈线行车密度小，行车均按调车办理，使用手动道岔设备。担负列车牵引任务的机车是良乡站的驻站调机：东风7C 3111号车或东风4B 7554号车。
- 终到白草洼车站的车次是良调3/4，单机车次为良调1/2
- 终到磁家务的车次为磁调1/2/3/4
- 终到阎村站的车次是良调5/6
- 此外由中铁房山桥梁厂承担的运送桥梁、轨枕以及大机的车次是吴桥1/2。

## 历史
1902年，决定从卢汉铁路的良乡站下行2.6km处引出修建至坨里的运煤专线。1903年4月开工，1904年7月竣工。1920年12月，京汉铁路卢沟桥至琉璃河复线拆除，坨里支线接轨点改为良乡站，正线全长16.312km。1944年坨里支线拆除。
从1950年6月京西矿务局重新修复房山矿井口站到坨里站的高线（缆车运煤）。1953年应京西矿务局委托，北京铁路局提出恢复良乡-坨里支线铁路的设计文件。由北京铁路局线桥工程队施工，1954年6月良乡-坨里运煤铁路复建通车，接运由高线房山矿（西区）井口站至坨里站高线运出的煤，在坨里站换装火车外运。
1956年京汉铁路恢复复线，良乡-坨里支线的良乡下行咽喉至刺猬河桥南段成为复线一部分。坨里支线的接轨点改为刺猬河桥南信号所区间出岔。扣轨梁后房山矿东区（原称水平矿）与西区（原称房山东矿）井下巷道联通，统一由东区井口出煤，为接运此井口的煤，1957年11月京西矿务局提出坨里支线延伸至磁家务的设计任务书。1958年3月铁三院完成初步设计，5月完成施工图，正线长5.8km，隧道一座206米。1958年5月开工，12月竣工，1959年1月验收。1959年6月1日铁路延长到磁家务站开通运营。投资119.1万元。1960年5月高线停运。
为解决大安山煤矿外运，1958年7月京西矿务局提出把良磁专用线延长到陈家坟的任务书。1960年铁三院完成部分设计，京西矿务局开始组织施工，1962年下马。1964年底大安山矿区复工，陈家坟铁路改为由京西矿务局设计组与北京煤炭设计研究院负责设计。正线15km，站线7.5km，隧道5座2708米。
根据交通部与燃料化学工业部1972年12月会议精神，磁陈段铁路由矿方配套建成，良磁段由北京铁路局负责技术改造；然后良陈铁路统一移交北京铁路局运营管理。1973年6月组织对磁陈段工程验收，6月30日正式无偿移交北京铁路分局，7月1日铁路正式通车到陈家坟装车点。从陈家坟站至大安山矿+550米使用762毫米电气化窄轨铁路，长11.3km，“鳄鱼”形电力机车牵引。运至陈家坟后，再经4km长的5条胶带运输机，从+550米降低至+200米的储煤仓。大安山矿1975年9月简易投产。
1973年北京铁路局对良磁段技术改造，把接轨点从刺猬河桥南信号所区间出岔改为引入良乡站内。为此在京广铁路西侧修建正线3km。

## 备注
1. ↑  .   [2019-03-03]. （原始内容存档于2019-08-16）.